# Salmo responsoriale
Il Salmo responsoriale fa parte della Liturgia della Parola, che nella Santa Messa segue i Riti introduttivi e precede la Liturgia Eucaristica. Esso è chiamato anche Graduale e segue la proclamazione della Prima lettura (che durante la Santa Messa feriale è anche l'unica). Esso è scelto fra i 150 Salmi della Bibbia e richiama il tema della Prima lettura, di cui è una continuazione sotto forma di preghiera comunitaria di tutta l'assemblea.

## Struttura
Il Salmo responsoriale è composto da un'antifona, seguita da un ritornello proclamato dal lettore e ripetuto dall'assemblea, e da una serie di strofe (di solito da tre a cinque), pronunciate dal lettore o salmista, cui l'assemblea risponde con il ritornello. Esso può essere semplicemente letto da un lettore, o meglio ancora, cantato da un cantore.
Nelle Messe festive è sempre preferibile recitarlo nella forma cantata.
La forma cantata può essere espressa nel modo responsoriale o nel modo diretto.
Nel modo responsoriale, che è da preferirsi, il cantore canta i versetti, e l'assemblea risponde cantando il ritornello. Nel modo diretto, il cantore canta il salmo e l'assemblea si limita ad ascoltare, senza rispondere col ritornello, oppure tutti insieme cantano le strofe del salmo senza ritornello.

## Origine del termine
Il Salmo responsoriale viene così definito, perché nel recitarlo l'assemblea risponde al lettore o (se cantato) al cantore.